# 札幌市立手稲東中学校
札幌市立手稲東中学校（さっぽろしりつ ていねひがしちゅうがっこう）は、北海道札幌市西区西野2条5丁目にある市立中学校である。自校生徒や近隣住民が使う通称は、「東中（とうちゅう、トンチュウ）」。

## 沿革
- 1947年 - 手稲村立手稲中学校上手稲分校として、上手稲小に併置。
- 1952年 - 上手稲中学校として独立。
- 1952年11月 - 「手稲町立手稲東中学校」に名称変更。
- 1967年 - 手稲町の札幌市への編入合併で、「札幌市立手稲東中学校」に名称変更。（3月）
- 1970年 - 学級数が急激に増加したため、隣接墓地を改良し、プレハブ校舎建設。
- 1977年 - 札幌市立西野中学校開校に伴い校区分割。
- 1978年 - 新築された体育館が不審火により焼失。札幌市立手稲東小学校で卒業式を挙行。
- 1983年 - 札幌市立宮の丘中学校開校に伴い校区分割。

## 教育方針
- 頼もしい人間をめざして
- 豊かな心・思いやりの心と豊かな情操を育てる
- たくましい心身・健康な身体とたくましい実践力を育てる
- 創造的な知性・自主的な判断力と創造的な知性を育てる

## 生徒会活動・部活動など
- 部活動では特に合唱部（昭和47年発足）が歴代優秀な成績を残し、NHK全国学校音楽コンクール、全日本合唱コンクール等で多数受賞している。2021年大分県で開かれた全日本合唱コンクールでは伏見、西野と共に銅賞を獲得した。過去には金賞の受賞の経験もある。10年以上連続で全国大会に出場していた記録もあり、地域・学内外からも受賞のための応援が行われている。また運動部では、1996年に女子バスケットボール部が全国中学校バスケットボール大会にて準優勝。現在は無いが新体操部も過去に全国で健闘している。

## 校区
以下の小学校の通学区域。
- 札幌市立手稲東小学校
- 札幌市立西園小学校
- 札幌市立発寒南小学校（一部のみ）
- 札幌市立発寒西小学校（一部のみ）

## 周辺
- 北海道札幌方面西警察署
- 札幌市西消防署西野出張所

## 備考
- 吹き抜けになった玄関ホールにはグランドピアノが常設してあり、放課後に生徒が自由に演奏できる。（現在は自由に使えなくなっている）
- 隣接していた墓地の跡地に西警察署が移転新築される際、校内から容疑者等の出入りが見えないよう配慮された。
- グラウンドは札幌の中学校の中でも随一の広さを誇っている。道路を挟んでいる。
- あいさつと合唱が伝統である。

## 出身者
- 梅野巨利（兵庫県立大学教授）
- 前河キヨトシ（お笑い芸人、カシスプリン）